# Церква Успіння Пресвятої Богородиці (Лопатин)
Це́рква Успі́ння Пресвято́ї Богоро́диці — дерев'яна церква у східній частині селища Лопатин, при дорозі до Бродів. Збудована за проектом архітекта Якова Рудницького у 1928 році на місці розібраної у 1927 (1920) році дерев'яної церкви з XVII століття.
Триверхий пропорційний хрестовий план, з вівтарем гранчастої форми і двома ризницями. Будівля оточена піддашшям на фігурних випустах вінців зрубу. Стіни під церквою складаються з відкритих брусів зрубу, над ним - вертикально шальовані дошками з лиштвами, нижче карнизу церкви додатково прикрашені рядом з дерев'яних елементів. Наву на четверику завершує світловий восьмерик накритий восьмибічним шатром з ліхтарем і маківкою.
На захід від храму, біля огорожі, стоїть дерев'яна триярусна дзвіниця, що залишилася від оригінальної святині. Накрита наметовим дахом, стіни вертикально покриті дошками, пофарбованими на блакитно.